# Coltelleria

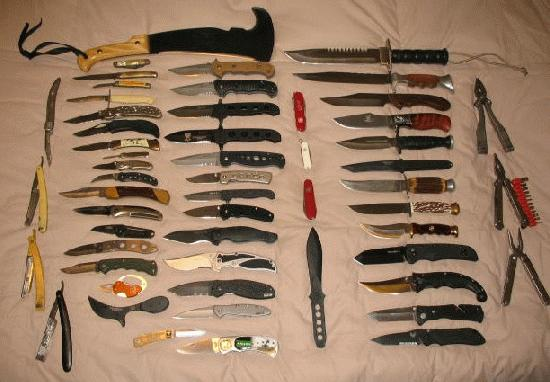
Esempi di coltelleria

Coltelleria è l'insieme di "utensili da taglio e apparecchi collegati", come rasoi, coltelli, lame e tutti gli oggetti atti al taglio nella piccola industria.

## Definizione secondo diritto in Germania
La protezione del marchio „Solingen“ venne regolamentata dal Governo tedesco Reichsregierung nel 1938, con l'emanazione di regolamenti riguardanti i prodotti designati come „Schneidwaren“. Dall'ultima definizione risalente al 16 dicembre 1994 vengono definiti articoli di coltelleria
1. Rasoi, coltelli e lame di ogni tipo,
2. Posate di ogni tipo e parti di esse
3. Accessori come palette per dolci, pinze per dolci, pinze per zollette di zucchero, cesoie per viticoltura e tappeti,
4. Rasoi a mano libera, lame per rasoi e portalame,
5. Macchine tagliacapelli e macchine rasatrici,
6. Forbici e tronchesi per unghie di mani e piedi, pinzette,
7. Armi bianche di ogni tipo.

## Tradizione della coltelleria
La costruzione di coltellerie nei secoli risale a piccole realtà aziendali, in Germania nella zona di Solingen  ; in Inghilterra nella zona di Sheffield. La foresta ricca di minerali metallici, e acqua così come la vicinanza della città ricca e commerciante di Köln permise alla località di Solingen nel giro di secoli di diventare la sede più importante della Germania per quanto riguarda l'industria delle coltellerie e della posateria.
Dal medioevo si svilupparono attività di forgiatura, indurimento, rettificatura e Reidern (montaggio). Nel XIV secolo si ebbe presto la prima delle tre grandi corporazioni (Zünfte der Schleifer und Härter, Schwertfeger, Reider und Schwertschmiede). Dai maestri artigiani delle spade vennero presto sviluppate le abilità per la creazione di coltellerie: Nel 1571 venne creata la corporazione di costruttori di coltelli Messermacher; Nel 1794 si fuse con la corporazione dei Scherenmacher, e dalla fine del XVII secolo si svilupparono le prime posaterie di Solingen, e anche di forconi.
Negli anni '60 a Solingen furono presenti circa 700 attività con 19.000 dipendenti per un giro d'affari di oltre 400 milioni di DM (200 milioni di €), poi divenuti all'inizio del nuovo millennio più di 500 milioni di Euro, ma con solo 5.500 lavoratori collegati al settore. Negli anni '60 tanti lavoratori furono impiegati nel lavoro a domicilio, con tante coltellerie che affidavano l'affilatura a mulini ad acqua Kotten. Meno del 50% della produzione era in mano a solo 39 attività con solo 100 occupati. La Germania si trova al secondo posto al mondo, dietro USA e davanti al Giappone, come produttore di coltellerie. Circa il 60% della produzione è per l'export.
Come grossa attività di coltelleria a Solingen troviamo la Firma J. A. Henckels (nota come Zwillingswerk dal simbolo dei gemelli), dal 1850 diede un impulso alla produzione industriale. La tradizione della società risale all'artigiano di lame Peter Henkel, che nel 1624 a Solingen registrò il marchio dei gemelli (Zwillinge).